# Maes Howe
Maes Howe, of Maeshowe, is een neolithische gekamerde tombe van circa 3000 v.Chr., gelegen op Mainland (Orkney), die samen met Skara Brae, de Stones of Stenness en Ring of Brodgar behoren tot het Hart van neolithisch Orkney, dat sinds 1999 door UNESCO aan de Werelderfgoedlijst is toegevoegd.
'Howe' is Oudnoords voor heuvel; de afleiding van 'Maes' is onduidelijk.

## Architectuur
Maes Howe bestaat uit een grote met gras overdekte grafheuvel van 35 meter breed en 7 meter hoog op een cirkelvormig stuk land met een gracht eromheen. De tombe kent een 10 meter lange stenen passage naar een centrale stenen kamer van 4,7 meter in diameter en 4,5 meter hoog met zijkamers. Elke muur van de passage wordt gevormd door een grote zandstenen blok, waarvan de zwaarste drie ton weegt. Op de hoeken van de centrale kamer bevinden zich staande stenen.

## Kortste dag
De passage van de tombe is zodanig gericht dat het licht van de ondergaande zon drie weken voor en drie weken na de kortste dag van het jaar (21 december) door de passage naar binnen schijnt en de achterkant van de centrale kamer verlicht. De passage ligt op dezelfde lijn als de Barnhouse Stone, een staande steen 800 meter zuidzuidwest van Maes Howe. Een ander voorbeeld van een dergelijke tombe kan gevonden worden in Newgrange, Ierland.

## Vikingen
De Orkneyinga Saga verhaalt dat in 1153 de Viking Harald Maddadarson met 100 van zijn mannen Maes Howe (die door hen 'Orkahaugr' wordt genoemd) bezoekt. Ze braken het dak van de tombe open, vermoedelijk omdat ze op zoek waren naar schatten. De Vikingen hebben dertig runeninscripties achtergelaten en acht schetsen. De runen vertellen onder andere over de schatten die de Vikingen gevonden zouden hebben. Deze oude vorm van graffiti is de grootste collectie van runeninscripties buiten Scandinavië. Opgemerkt dat Orkney Noors was tot 1468.

## Beheer
Maes Howe wordt beheerd door Historic Environment Scotland.